# Monte Acquapuzza
Il Monte Acquapuzza (609,6 m s.l.m.)  è una montagna dei Monti Lepini nell'Antiappennino laziale, che si trova nel Lazio, nella provincia di Latina, nel territorio del comune di Sezze.

## Descrizione
Sulla bassa costa bassa della montagna si trova la Torre di Acquapuzza, un importante posto di guardia a controllo del percorso che da Roma conduceva a Napoli.